# Архиепархия Авиньона
Архиепархия Авиньона — (лат. Archidioecesis Avenionensis, фр. Archidiocèse d'Avignon) — одна из архиепархий Католической церкви во Франции. Территория архиепархии распространяется на департамент Воклюз. Архиепархия суффраганна по отношению к митрополии Марселя. Центр епархии — город Авиньон.

## История

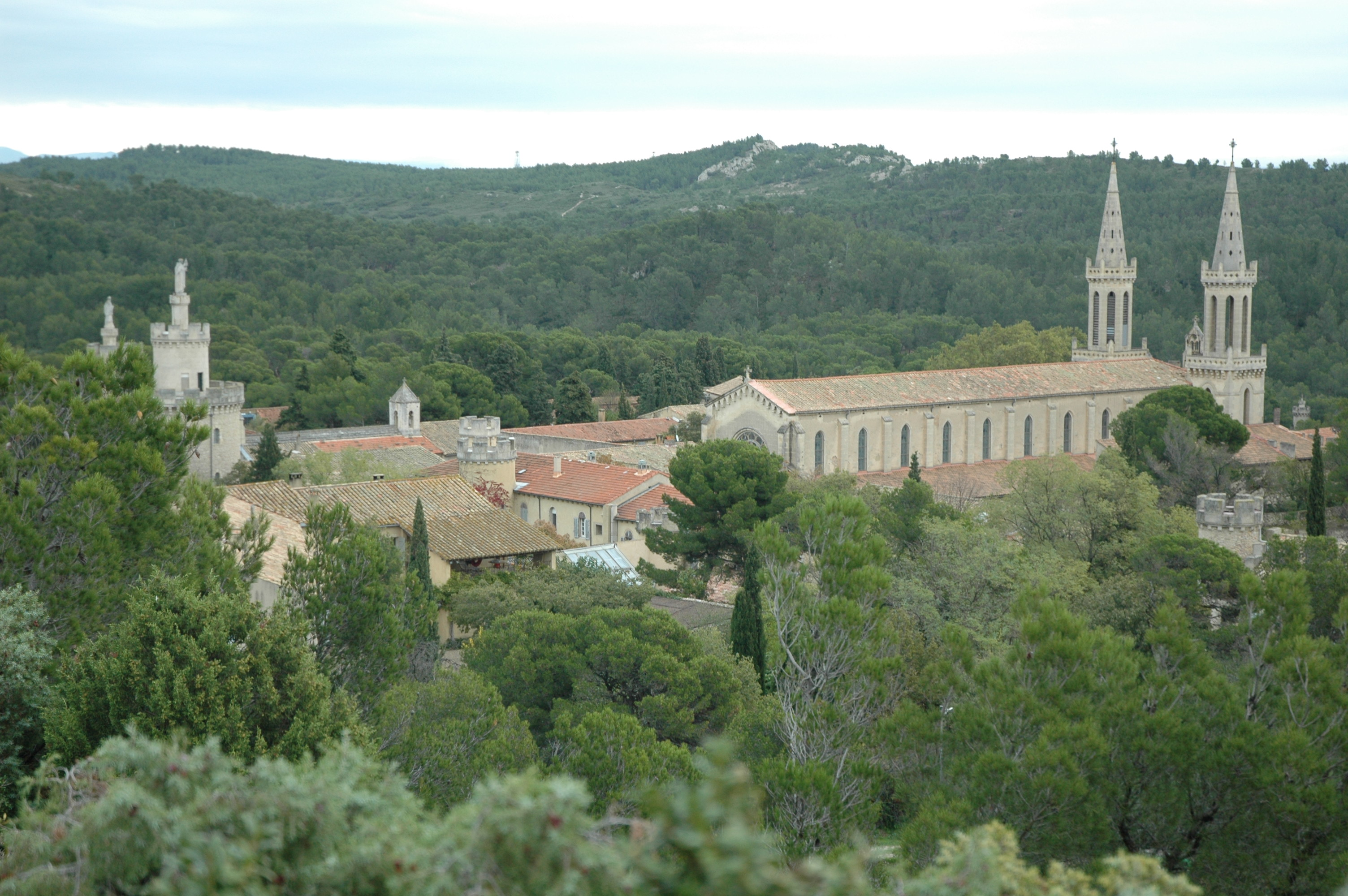
Аббатство Фриголе

Существует местное предание, что первым епископом Авиньона был Святой Руф, сын Симона Киринеянина, проповедовавший здесь в I веке. Никаких подтверждений этому нет, епархия в Авиньоне считается существующей с начала V века. С 646 по 720 года кафедру Авиньона последовательно занимали три епископа, прославленные в лике святых — Магн (646—660), Агрикола (660—700) и Вередем (700—720). Святой Агрикола Авиньонский считается святым покровителем архиепархии.
Особое значение епархия приобрела в период с 1309 по 1378 год, во время так называемого Авиньонского пленения пап, когда Святой Престол располагался не в Риме, а в Авиньоне. Папы периода пленения фактически выполняли роль и авиньонского епископа. В условиях Великого западного раскола авиньонскую кафедру последовательно занимали два антипапы — Климент VII (1378—1394) и Бенедикт XIII (1394—1408).
В 1475 году епархия получила статус архиепархии и митрополии. Первым архиепископом стал Джулиано делла Ровере, который занимал кафедру Авиньона вплоть до 1503 года, когда он был избран папой под именем Юлий II.
В 1801 году к архиепархии были присоединены территории нескольких мелких епархий, в то же время статус самой авиньонской архиепархии был понижен до епархии и она стала подчиняться митрополии Экса. Вновь стала архиепархией и митрополией в 1822 году.
16 декабря 2002 года архиепархия Авиньона потеряла статус митрополии и стала суффраганной архиепархией Марселя.

## Структура
В настоящее время архиепархию возглавляет архиепископ Жан Пьер Мари Каттено (Jean-Pierre-Marie Cattenoz), который был избран на этот пост 16 декабря 2002 года.
Согласно статистике на 2006 год в архиепархии Авиньона 178 приходов, 186 священников, 165 монахов (в том числе 62 иеромонаха), 229 монахинь и 24 постоянных диакона. Число католиков — 350,5 тысяч человек (около 70 % общего населения епархии).
Кафедральный собор архиепархии — Собор Нотр-Дам-де-Дом, носящий почётный статус «малой базилики». Кроме неё этот статус также есть у собора Святой Анны в Апте и монастырской базилики Непорочного Зачатия Девы Марии (аббатство Сен-Мишель-де-Фриголе) в Тарасконе.

## Ординарии епархии
...
- Бертран III д’Эмини (1300 — 18 марта 1310)
- Жак д’Юэз (18 марта 1310 — 23 декабря 1313), позднее избран папой римским Иоанном XXII
- Жак де Вья (20 февраля 1313 — 13 июня 1317)
- Иоанн XXII (13 июня 1317 — 4 декабря 1334)
  - вакантно (1334—1336)
- Жан II де Кожордан (10 мая 1336 — 23 января 1349)

...

## Знаменитые персоналии
Ряд видных людей в различное время занимали пост авиньонского епископа (архиепископа). Среди них:
- Святой Магн Авиньонский (646—660)
- Святой Агрикола Авиньонский (660—700)
- Святой Вередем Авиньонский (700—720).

Авиньонское пленение пап:
- - Климент V: 1309—1314
  - Иоанн XXII: 1316—1334
  - Бенедикт XII: 1334—1342
  - Климент VI: 1342—1352
  - Иннокентий VI: 1352—1362
  - Урбан V: 1362—1370
  - Григорий XI: 1370—1377

Великий западный раскол:
- - Климент VII (1378—1394)
  - Бенедикт XIII (1394—1408)
- Джулиано делла Ровере (Юлий II) (1474—1503)
- Медичи, Ипполито (1517—1535)
- Алессандро Фарнезе (1535—1551)

## Источник
- Annuario Pontificio, Libreria Editrice Vaticana, Città del Vaticano, 2003, ISBN 88-209-7422-3